# Gobeyr
Gobeyr (persiska: گبیر, Gobeyr-e Pā’īn) är en ort i Iran.   Den ligger i provinsen Khuzestan, i den centrala delen av landet, 500 km sydväst om huvudstaden Teheran. Gobeyr ligger 33 meter över havet och antalet invånare är 138.
Terrängen runt Gobeyr är platt. Runt Gobeyr är det ganska tätbefolkat, med 80 invånare per kvadratkilometer. Närmaste större samhälle är Shūshtar, 19,2 km norr om Gobeyr. Trakten runt Gobeyr består till största delen av jordbruksmark.